# Baba Liu Rai Oeste
Baba Liu Rai Oeste ist eine osttimoresische Aldeia. Sie liegt im Zentrum des Sucos Bemori (Verwaltungsamt Nain Feto, Gemeinde Dili). In Baba Liu Rai Oeste leben 503 Menschen (2015).
Baba Liu Rai Oeste bildet den Westen des Stadtteils Bemori Baba Liu Rai im Suco Bemori. Der Stadtteil reicht aber noch weiter nach Westen in den Suco Santa Cruz, der sich an Baba Liu Rai Oeste anschließt. Nördlich liegt die Aldeia Ailele Hun und östlich der Rua de Bé-Mori die Aldeias Bemori Central und Baba Liu Rai Leste. Jenseits der Rua Dom José Ribeiro und des Betts des Mota Bidau befindet sich im Süden die Aldeia Centro.